# Карниола
Кнежевина Карниола је била словенска држава (данашња Словенија) крајем 8. и почетком 9. века са средиштем у Карниму (сл. Carnimu) данашњи Крањ. О Карниоли се мало зна јер у средењевешким записима је остало мало о овој теми. Кнежевина је вероватно у времену франковских ратова са Аварима укључена уз релативну самосталност унутар Фурланске источне крајне које је била део Франачке. Карниола је настала на подручју данашње Крањске